# Emblema de l'Aràbia Saudita
L'emblema de l'Aràbia Saudita (i no un escut d'armes, ja que no segueix les lleis de l'heràldica) fou adoptat el 1950, si bé les espases ja formaven part de l'antiga bandera del regne, de 1938. Consisteix en dues simitarres d'argent guarnides d'or passades en sautor sobremuntades d'una palmera de sinople a l'espai situat entre les dues fulles.
Les espases representen les regions del Hijaz i el Najd, unides sota el regnat d'Ibn Saüd el 1926, i la determinació de defensar l'islam, mentre que la palmera al·ludeix a l'agricultura del país i és un símbol dels oasis del desert.